# 丘鼐
丘鼐（1432年—1498年），字宗用，江西廣信府貴溪縣人，明朝政治人物。

## 生平
初姓周。江西鄉試第九十八名舉人，景泰五年（1454年）甲戌科進士。授行人司行人，歷升刑部員外郎、郎中，出為山西按察司副使，調福建按察司副使，歷升四川按察使、四川右布政使，成化二十三年（1487年）任都察院右副都御史、巡撫鳳陽，弘治二年（1489年）改都察院右僉都御史、巡撫四川，致仕，十一年（1498年）四月卒。

## 家族
曾祖周惟政；祖父周旭鑑，浙江布政使司右參政；父周福。